# SBB Fb 3/5 11201
Fb 3/5 11201 war bis zum Mai 1920 die Bezeichnung einer von vier Probelokomotiven, die die SBB im Juni 1917 bestellten. Seither wurde sie als Be 3/5 12201 bezeichnet.
Die Lokomotive sollte, wie auch ihre drei Schwestern Fb 2x2/3 11301, Fb 2x2/3 11302 und Fc 2x3/4 auf der Gotthardbahn zum Einsatz kommen, um Erfahrungen für Serienbestellungen zu erhalten. Die Be 3/5 war dabei eher eine Verlegenheitslösung der Maschinenfabrik Oerlikon (MFO), da sie das Pflichtenheft für die Gotthardbahn in keiner Weise erfüllte. Die Arbeiten der MFO für eine sechsachsige Güterzugslokomotive waren anscheinend nicht so weit fortgeschritten, sodass man eine verkleinerte Version der Fb 5/7 der Bern-Lötschberg-Simplon-Bahn (BLS) anbot. Die Lokomotive verfehlte das Pflichtenheft der SBB damit grundsätzlich. Sie war zu schwach für den Einsatz am Gotthard. Im Flachland war sie, verglichen mit den A 3/5 Dampflokomotiven, zu langsam. Dass die SBB sie trotzdem übernahmen, war wahrscheinlich bedingt durch den Mangel an modernen Triebfahrzeugen. Dass sie so lange, wenn auch meistens in untergeordneten Diensten, in Betrieb war, zeigt, dass die Konstruktion richtig und die Lokomotive im Betriebseinsatz durchaus recht zuverlässig war.

## Vorgeschichte
Im November 1913 wurde vom Verwaltungsrat der SBB die Elektrifizierung der Gotthardstrecke von Erstfeld bis Biasca beschlossen. Mit Ausbruch des Ersten Weltkrieges waren die SBB zu immer grösseren Fahrplaneinschränkungen wegen der Kohleknappheit gezwungen. Dies führte so weit, dass im Herbst 1918 an Sonntagen mit Ausnahme der Milchzüge keine Züge mehr fuhren.
Neben anderen Strecken wurde deshalb forciert auch die Gotthardstrecke für den elektrischen Betrieb hergerichtet. Diese Elektrifizierung war im Jahr 1920 abgeschlossen.
Für den Betrieb benötigten die SBB dringend Personen- und Güterzuglokomotiven.

## Pflichtenheft
Die SBB verlangten von der Industrie die Erfüllung des nachfolgenden Pflichtenheftes:
- Laufmetergewicht maximal 7 t/m
- Maximale Achslast 18 t, später, nach Anpassung der Infrastruktur, 20 t
- Beförderung einer Anhängelast von 430 t bei einer Steigung von 26 ‰ mit 35 km/h
- Sicheres Anfahren dieser Last bei 26 ‰ und Beschleunigung auf 35 km/h innerhalb von 4 Minuten
- zwei Hin- und Rückfahrten Arth-Goldau – Chiasso innerhalb von 28 Stunden (780 km)
- elektrische Bremse zur Abbremsung des Lokomotivgewichts im Gefälle
- Überlastung um 20 % während 15 Minuten ohne Schäden

## Auftragsvergabe und Projektierung
Der Auftrag für die Güterzuglokomotive wurde wie folgt erteilt:
Maschinenfabrik Oerlikon: Projektierung und Bau der Güterzuglokomotive
Neben der Einhaltung des Pflichtenheftes gaben die SBB den Konstrukteuren grosse Freiheit beim Ausarbeiten der Entwürfe. Die von MFO offerierte Lokomotive erfüllte dieses Pflichtenheft überhaupt nicht (s. Einleitung). Trotzdem wurde sie von den SBB übernommen.

## Inbetriebnahme
Die Maschine wurde am 16. April 1919 abgeliefert und im Depot Bern stationiert. Von Bern aus führte sie alle Zugsarten bis Spiez und erreichte im Jahr der Inbetriebnahme die beachtliche Leistung von 65'000 km.

## Technik

### Der mechanische Teil

#### Fahrwerk
Das Fahrwerk bestand aus drei im Lokomotivrahmen gelagerten Triebachsen, wobei die Mittlere ein Seitenspiel von 2 × 25 mm hatte. Am Rahmen angelenkt waren zwei Laufachsen, die in Bisselgestellen geführt waren. Diese hatten ein Seitenspiel von 2 × 80 mm.

#### Zugkraftübertragung
Die Übertragung der Zug- und Stosskräfte erfolgte von den Triebachsen auf den Rahmen der Lokomotive. Von dort wurden die Kräfte auf die Zughaken und Puffer weitergeleitet.

#### Antrieb
Im Lokomotivrahmen waren halbhoch zwei Fahrmotoren gelagert. Diese zwei Motoren trieben über beidseitig gefederte Ritzel über Grosszahnräder je eine Vorgelegewelle an. Die Triebzapfen der zwei Vorgelegewellen waren mit einer Schlitztreibstange verbunden. Diese trieb über einen senkrecht beweglichen Gleitstein die mittlere Triebachse an. Die äusseren zwei Triebachsen wurden mit Kuppelstangen angetrieben, die an der dreieckförmigen Schlitzkuppelstange angelenkt waren. Dieses Antriebsprinzip wurde später bei den Ae 3/6 II übernommen.

#### Lokomotivkasten
Der Lokomotivkasten bestand aus einem aus 25 mm dicken Blechen gebauten Rahmen. Auf diesem war der Kasten mit den beidseitig angeordneten Führerständen angeordnet. Am Rahmen befanden sich auch die zwei Pufferbohlen mit den Zughaken und Puffern.

### Der elektrische Teil

#### Hauptstromkreis
Der elektrische Teil wurde in seiner Anordnung von den Fb 5/7 der BLS übernommen. Er bestand aus je einem Stromabnehmer, einem Trennmesser zum Abtrennen des jeweiligen Stromabnehmers, einer Blitzschutzspule und einem weiteren Trennmesser zum Abtrennen einer ganzen Lokomotivhälfte. Diese waren auf dem Dach installiert.
Im Lokomotivkasten war der Ölhauptschalter untergebracht. Dieser wurde vom Lokomotivführer von einem der zwei Führerstände über Elektroventile ausgelöst. Der Hauptschalter konnte auch von Hand über ein Gestänge geschaltet werden. Eine Auslösung am Hauptschalter selbst war mit einem Schlüssel möglich.
Die zwei Transformatoren waren, wie sonst bei den SBB nicht üblich, luftgekühlt. Die Ausführung entsprach derjenigen der Fb 5/7 der BLS. Die Stufenschalter waren an den Transformatoren angebaut. Der Abgriff der einzelnen Spannungsstufen erfolgte mit Kontaktwalzen. Der Schaltvorgang erfolgte dabei mit speziellen Funkenlöschwalzen. Geschaltet wurden die Stufenschalter mit Druckluft.
 Beide Stufenschalter besassen zwölf Fahrstufen. Da die Stufenschalter aber wechselseitig arbeiteten, ergaben sich 23 Fahrstufen. Die Schaltzeit war aber sehr langsam.
Ein senkrechtes Handrad, das pro Stufe einmal herumgedreht werden musste, diente zur Bedienung der Stufenschalter. Für die Schnellabschaltung gab es einen besonderen Hebel, der die beiden Stufenschalter auf Null zurücklaufen liess.
Die elektropneumatischen Wendeschalter waren auf den Motoren angeordnet. Neben diesen befand sich ein Gruppenschalter, der die nachfolgenden Operationen im Falle einer Störung ausführen musste:
- Abtrennen des Transformators mit seinem zugehörigen Motor → Volle Geschwindigkeit, aber nur halbe Zugkraft
- Abtrennen eines Transformators und Speisung der zwei Triebmotoren vom Anderen → Halbe Geschwindigkeit, aber volle Zugkraft.

1929 wurden die heiklen Stufenschalter durch je eine Batterie Stufenhüpfer ersetzt. Die alten Kontroller in den Führerständen wurden dabei durch normale Steuerkontroller mit waagerechtem Handrad ersetzt.

#### Hilfsbetriebe
Auf der Lokomotive befanden sich die nachfolgend beschriebenen, mit 100 V betriebenen Hilfsbetriebe:
- zwei Kompressoren
- drei Ventilatorengruppen (zwei für die Transformatoren, eine für den Maschinenraum)
- Umformergruppe für die Ladung der Batterien für Steuerstrom und Beleuchtung
- die Führerstandsheizung

Die zwei alten Kompressoren wurden später durch einen auf die inzwischen auf 220 V geänderte Hilfsbetriebspannung angepassten, modernen MFO-Kompressor ersetzt.
Über einen separaten Ölhauptschalter wurde die Zugheizung mit 1000 V gespeist. Diese Anordnung wurde später ersetzt durch einen separaten Heiztransformator. Der zugehörige Ölhauptschalter wurde durch einen Heizhüpfer ersetzt.

#### Elektrische Bremse
Die im Pflichtenheft der SBB verlangte elektrische Bremse war zwar in den Planunterlagen, wenn auch nur gestrichelt, vorgesehen, wurde aber am Anfang nicht eingebaut. Da sich der Einsatz dieser „Verlegenheitslokomotive“ nie auf die Gotthardbahn ausdehnte, wurde eine solche Bremse nie nachgerüstet.

#### Vielfachsteuerung
Die Lokomotive war mit einer Vielfachsteuerung ausgerüstet. Dahinter steckte die Idee, einen 425-t-Zug mit einer Be 4/6 auf den Flachstrecken zu führen und ihn dann auf den Steilrampen am Gotthard mit einer Be 3/5 zu verstärken. Die Idee der Führung eines Zuges mit nur einem Lokomotivführer auf der führenden Lokomotive war zwar bestechend, aber es ergab sich das Problem mit den Rückfahrten zum Ausgangspunkt, da dazu natürlich dann wieder ein Lokomotivführer gebraucht wurde. Ob die eingebaute Vielfachsteuerung je erprobt wurde, ist nicht bekannt.

## Betriebseinsatz
Die Lokomotive wurde am 16. April 1919 abgeliefert. Sie wurde, wie alle anderen Probelokomotiven, dem Depot Bern zugeteilt. Von dort wurde sie für alle Zugsarten zwischen Bern und Spiez eingesetzt. Sie erwies sich als durchaus brauchbar und erreichte im Jahr 1919 eine Laufleistung von 65'000 km. Das war allerdings ein Wert, den sie später nie mehr erreichte.
Schon im Jahr 1923 kam die Lokomotive zum Depot Zürich. Von dort war sie im Personenzugbereich tätig, wo sie pro Jahr, bis 1928, zirka 10'000 – 20'000 km pro Jahr leistete.
Im Mai 1928 wurde sie zum Depot Luzern versetzt. Sie ersetzte dort die Be 2/5 11001 in Zug und führte Züge aller Art im Dreieck Zug – Luzern – Arth-Goldau.
Für die Hauptrevisionen war bis 1934 die Hauptwerkstätte Zürich verantwortlich. Nachher ging die Lokomotive an die Hauptwerkstätte Yverdon über. Diese wies schon 1942 den Zugförderungs- und Werkstättedienst der SBB in Bern darauf hin, dass die Kollektoren der Fahrmotoren bis auf Weniges abgenützt waren und die Transformatoren eine Neuwicklung brauchten. Das Depot Luzern sah die Geschichte weniger dramatisch, da die Lokomotive, verglichen mit anderen, keinen extrem erhöhten Wartungsaufwand erforderte.
Im September 1950 mussten die Kollektoren dann wirklich endgültig in einer kostspieligen Aktion ersetzt werden. Die Hauptwerkstatt Yverdon nahm dann im Jahre 1957 den Schaden, den eine heruntergefallene Schraube in einem der Zahnradgetriebe verursacht hatte, zum Anlass, einen Antrag für die Ausmusterung der Lokomotive zu stellen. Bern verlangte aber wieder die Reparatur, wie auch im Falle eines Transformatorenbrandes im Jahre 1958.
Auch nach einer Kollision am 13. August 1959 in Rotkreuz wurde die Lokomotive nicht ausrangiert und zur Heizlokomotive eingerichtet. Strecken- und Rangierfahrten waren verboten.
Ab 1963 diente sie als Hilfswagenlokomotive, Heizlokomotive, Depottransformator und Druckluftspender. 1968 bekam sie Verstrebungen im Kasten und diente als Übungsobjekt für die Aufgleismannschaften des Depots Lausanne. Im November 1973 wurde sie in Yverdon abgebrochen.